# Digimon World Data Squad
Digimon World Data Squad (デジモンセイバーズ アナザーミッション, Dejimon Seibāzu Anazā Misshon, 'Digimon Savers: Another Mission') é um jogo eletrônico do gênero RPG de ação-aventura desenvolvido pela Bandai Entertainment Company (BEC) e lançado pela Bandai Namco Entertainment em 30 de dezembro de 2006 no Japão para PlayStation 2. O jogo é baseado na saga de anime Digimon Savers e não faz parte da série de jogos Digimon World como o seu título tende a indicar.

## Jogabilidade
O jogo é ambientado no universo da saga Digimon Savers e gira em torno dos Sete Grandes Lordes Demônio. Neste jogo, o jogador pode controlar os quatro principais personagens, que são: Marcus Damon, Thomas H. Norstein, Yoshino "Yoshi" Fujieda, juntamente com os respectivos parceiros Digimon. Os gráficos para este jogo são células sombreadas e o sistema de batalha é semelhante ao Terminal de Batalha (um jogo de arcada lançado apenas no Japão). O jogo é classificado como um "gênero especial", chamado de "RPG dramático/inovador", o que significa que os parceiros Digimon são afetados pela forma como você, o jogador, os trata. A forma como seu Digimon evolui é semelhante ao Digimon World; o Digimon será afetado pela forma como você cuida e, dependendo disso, irá evoluir em diferentes tipos de Digimon. No Digimon World Data Squad, um novo tipo de método de digi-evolução é usado, chamado "Galactica Evolution System": isso determinará no que seu Digimon parceiro irá evoluir. O jogo também apresenta personagens novos e originais.
Os personagens exclusivos incluem Yuma Kagura, que tem um Renamon como parceiro; Kosaburo Katsura, um investigador engenhoso que tem uma biografia extremamente desajeitada Biyomon como sua parceira; Tsukasa Kagura, que é o irmão mais velho de Yuma, e o novo técnico do DATS, que se formou na mesma academia do que Thomas; Masaki Nitta, que é dito ser uma parte do passado do DATS; e Manami Nitta, a filha de Masaki.

## Desenvolvimento
Como parte de uma medida para criar a atmosfera de um mundo digital em que os personagens estão presos, o desenvolvedor Bandai Namco Games adicionou elementos poligonais e pixeados aos ambientes. O jogo foi anunciado pelo desenvolvedor em 16 de maio de 2007, exibido na Electronic Entertainment Expo (E3) de 2007, atingindo a fase gold em 13 de agosto.

## Recepção
Digimon World Data Squad foi recebido de forma mista por parte da crítica especializada. No Metacritic, o jogo possui uma classificação média de 43% baseado em 12 críticas.
No entanto, alguma resenhas críticas não foram favoráveis. O contribuidor do portal IGN, Ryan Clements, afirmou que o jogo gasta muito tempo e que esse comprimento não era devido ao "consumo de batalhas épicas" ou do "resultado de uma história complexa e evocativa". O contribuidor acrescentou afirmando que jogo era "frustrante" e "que todas as boas qualidades que podem possuir são apenas afugentadas em uma enxurrada de mecânica mal executada e uma narrativa não original."